# Macroocula andreai
Macroocula andreai (лат.) — вид мелких ос рода Macroocula из семейства Bradynobaenidae (Apterogyninae). Саудовская Аравия: (Аравийский полуостров).

## Описание
Внешне похожи на ос-немок (Mutillidae). Длина тела от 9 до 14 мм. Глаза крупные, полусферические; их диаметр в несколько раз больше расстояния между ними и основанием усиков у самцов или равно ему у самок. Основная окраска жёлтая (глаза чёрные). Вертлуги средней пары ног с выступом (на переднем и заднем выступов нет). Имеют резкий половой диморфизм: самки бескрылые с короткими 12-члениковыми усиками, самцы крылатые с длинными 13-члениковыми усиками. Биология неизвестна. Сходен с видом Macroocula yemenita, но последний вид темнее. Вид был впервые описан в 2002 году итальянским энтомологом Guido Pagliano (Италия).